# John Capel
John Capel, född 27 november 1978 i Brooksville i Florida, är en amerikansk friidrottare som tävlar i kortdistanslöpning.
Capel var i final vid Olympiska sommarspelen 2000 på 200 meter där han slutade på åttonde plats. Hans stora mästerskap var VM 2003 där han vann guldet på 200 meter. Vid samma mästerskap ingick han i stafettlaget på 4 x 100 meter som vann guld. 
Vid VM 2005 blev han bronsmedaljör på 200 meter. Året efter så åkte han fast för doping och stängdes av i två år. Han var tillbaka och tävlade under 2008.

## Personliga rekord
- 100 meter - 9,95 från 2004
- 200 meter - 19,85 från 2000